# Epipedocera subnitida
Epipedocera subnitida là một loài bọ cánh cứng trong họ Cerambycidae.